# 荒失失奇兵3：歐洲逐隻捉
《馬達加斯加3：歐洲大圍捕》（英語：Madagascar 3: Europe's Most Wanted）是一部2012年美國電腦動畫喜劇片，由夢工場動畫製作，《馬達加斯加2》的續集。

## 劇情
獅子愛力獅（Alex）、斑馬馬蹄（Marty）、河馬河馬莉（Gloria）和長頸鹿長頸男（Melman）逃出非洲（Africa）後，他們便迫切想要回到紐約（New York City）。按照慣例企鵝和黑猩猩是要出馬幫忙的，並且按照慣例他們也是會把整個計劃搞砸的，所以按照慣例四個好兄弟們又一次發現自己錯誤地降落在了錯誤的地方—蒙地卡羅（Monte Carlo）。他們的到來驚動了當地的動物管制局，經過幾個回合的拼死搏鬥之後，動物們加入了一個歐洲巡演馬戲團尋求保護。
在馬戲團的日子他們可謂是春風得意，旅途上的演出也喚醒了四隻動物內心對表演事業的渴望與熱情。後來他們回到紐約，卻發現紐約已經沒有他們原想像得那麼美好，還引來殺身之禍，最後馬戲團的成員們救回了他們，重回馬戲團開始了他們的熱血生活。

## 角色
愛力獅（Alex）
故事的主角。一心想回到紐約動物園，與斑馬馬蹄、河馬河馬莉和長頸鹿長頸男一起到蒙地卡羅尋找企鵝老大，卻被動物管制局組長杜娃盯上。為逃避動物管制局組長杜娃的追捕，扮成馬戲團的成員登上馬戲團的列車。愛力獅四人成為了馬戲團的新班主，並進行改革，令老虎偉大力重新振作，更與花豹嬌嬌一起表演空中飛人、喜歡花豹嬌嬌。
馬蹄（Marty）
愛力獅的好友。
河馬莉（Gloria）
愛力獅的好友，與長頸男現為情侶關係。
長頸男（Melman）
愛力獅的好友，與河馬莉現為情侶關係。
杜波娃隊長（Captain Chantel DuBois）
本片反派，心狠手辣的動物管制局首領。一心想把愛力獅的頭掛在自己房間的牆上，最後被愛力獅以及馬戲團的成員打敗並像電影第一集一樣裝進箱子計畫送往马达加斯加。
老大（Skipper）
企鵝團的首領，足智多謀。
科斯基（Kowalski）
企鵝團的發明家及情報分析員。
涼快（Rico）
從不說話的企鵝，吐各種道具
菜鳥（Private）
新手企鵝（菜鳥）。
黑猩猩梅森（Mason）
獅子在動物園的鄰居，黑猩猩Phil的拍檔，負責翻譯Phil的想法及與其他人對談。
黑猩猩菲爾（Phil）
愛力獅在動物園的鄰居，梅森的拍檔，不能說話，但能閱讀報紙。利用手語和梅森溝通。
伟大力（Vitaly）
馬戲團的明星，東北虎，亦是馬戲團的靈魂人物。曾經跳圈挑戰極限失敗，被火焰燒傷，重新長出的毛不再柔軟，加上失去信心而無法繼續表演，亦令馬戲團人氣一落千丈。後來在愛力獅的說服之下重新振作，並成為朋友。
吉亚（Gia）
馬戲團的女性成員。美洲虎，相信愛力獅是空中飛人而向他請教，並與愛力獅成為拍擋表演、喜歡愛力獅。
卡门（Andalusian Triplets）
馬戲團的成員。
桑妮亚（Sonya）
馬戲團的成員，不會說話。表演踏單車，但單車因為意外弄壞；國王朱利安使用偷取的戒指和破爛的單車換成新款的 Ducati 機車。
史帝方諾（Stefano）
馬戲團的成員。曾向愛力獅表示其他人認為他的智商在平均值以下。深信愛力獅四人的說話，並與班馬一同進行炮彈飛人的表演。

## 配音員
| 配音                   | 配音   | 配音   | 配音   | 角色                                       |
| 英版                   | 台版   | 港版   | 陸版   | 角色                                       |
| ---------------------- | ------ | ------ | ------ | ------------------------------------------ |
| 班·史提勒              | 郭子乾 | 鄭中基 | 孟令軍 | 愛力獅（Alex）                             |
| 克里斯·洛克            | 張兆志 | 李家傑 | 郭金非 | 馬蹄（Marty）                              |
| 潔達·蘋姬·史密斯       | 寇乃馨 | 黃玉娟 | 王淼   | 河馬莉（Gloria）                           |
| 大衛·史威默            | 九孔   | 張偉基 | 劉大航 | 長頸男（Melman）                           |
| 法蘭西絲·麥朵曼        | 崔幗夫 | 鄭裕玲 | 紀艷芳 | 杜波娃隊長（Captain Chantel DuBois）       |
| 湯姆·麥葛瑞斯          | 陳國偉 | 唐劍康 | 王利軍 | 老大（Skipper）                            |
| 克里斯·米勒            | 吳東原 | 陳旭明 | 林迪   | 卡哇伊（Kowalski）                         |
| 克里斯多夫·奈茨        | 劉傑   | 李建良 |        | 菜鳥（Private）                            |
| 約翰·迪·馬吉歐         | 林士程 | 張振聲 | 江遠方 | 涼快（Rico）                               |
| 康拉德·弗農            | 孫中台 | 黎家希 |        | 梅森（Mason）                              |
| 薩夏·拜倫·柯恩         | 夏治世 | 辛偉強 | 王琛   | 朱利安國王（King Julien XIII）             |
| Cedric the Entertainer | 李香生 | 黃志明 |        | 大毛（Maurice）                            |
| 安迪·里希特            | 林美秀 | 張振聲 |        | 小毛（Mort）                               |
| 布萊恩·克蘭斯頓        | 陳旭昇 | 葉振聲 |        | 偉大力（Vitaly）                           |
| 潔西卡·崔絲坦          | 安心亞 | 韋羅莎 | 楊鳴   | 嬌嬌（Gia）                                |
| 帕姿·薇閣              |        |        |        | 卡門（Andalusian Triplets）                |
| 法蘭克·維爾克          |        |        |        | 桑妮亞（Sonya）                            |
| 馬丁·肖特              | 王品超 | 邱廷輝 |        | 史帝方諾（Stefano）                        |
| 維尼·瓊斯              |        |        |        | Freddie the dog                            |
| 史蒂夫·瓊斯            |        |        |        | Jonesy the dog                             |
| Nick Fletcher          |        |        |        | Frankie the dog                            |
| 朱爾絲·德·瓊           |        |        |        | Shakey the dog                             |
| 艾瑞克·達奈爾          |        |        |        | Comandante                                 |
| Dan O'Connor           |        |        |        | Casino Security and Mayor of New York City |
| 丹尼·雅各布斯          |        |        |        | Croupier and Circus Master                 |

## 制作
2009年1月，梦工厂动画的CEOJeffrey Katzenberg在被问到是否将发行第三部作品时，他答道“是的，我们目前正在制作第三部，它将于2012年夏季上映。”

## 评价
媒体综评59分，烂番茄新鲜度77%，影片获得大多好评。
代表性评价：“从头至尾都维持着疯狂的节奏感，没有半点懈怠”，“一如皮克斯动画那样呈现出激情地能量和斑斓地色彩，同时以近乎疯狂的幽默配以亲民的面相，可惜梦工厂始终未能达成皮克斯那样强大的创造力”，“强大的3D引擎在花花绿绿地色块与场景中发挥到极致，而角色塑造相比前作拥有质的飞跃”，“强大的视觉冲击力！从《里约大冒险》开始，在技术实力的支撑下，动画电影中的追逐场景越发惊心动魄”，“又一部适合所有观众的影片，孩子们会兴奋于剧情，而大人们会感慨于画面。”

## 票房
美国首周末收获6035万美圆，名列第一位。次周末以3550万的成绩蝉联冠军，10天累计1.2亿。第三周末收2020万位列第二位，17天累计1.5757亿。
中国大陆首周三天收获5700万人民币，次于《黑衣人3》列第二位；第二周收5600万次于《飢餓遊戲》继续居第二位，10天累计1.13亿。第三周收4880万位列第三位，17天累计1.6165亿。
| 上一届： 《白雪公主与猎人》 | 2012年美國週末票房冠軍 第23周、第24周 | 下一届： 《勇敢传说》 |

## 外部連結
- 官方網站 （页面存档备份，存于）
- YouTube上的
- 互联网电影数据库（IMDb）上《荒失失奇兵3：歐洲逐隻捉》的资料（英文）
- 大卡通資料庫上《荒失失奇兵3：歐洲逐隻捉》的資料（英文）

- 豆瓣电影上《荒失失奇兵3：歐洲逐隻捉》的資料 （简体中文）
- AllMovie上《荒失失奇兵3：歐洲逐隻捉》的资料（英文）
- 爛番茄上《荒失失奇兵3：歐洲逐隻捉》的資料（英文）
- Metacritic上《荒失失奇兵3：歐洲逐隻捉》的資料（英文）
- Box Office Mojo上《荒失失奇兵3：歐洲逐隻捉》的資料（英文）